# Анна Павловна Шерер
Анна Павловна Ше́рер — героиня романа Л. Н. Толстого «Война и мир». Прототипом данной героини была Анна Фёдоровна Тютчева, которая являлась фрейлиной императрицы Марии Александровны. Салон Анны Павловны Шерер — место, где воплощён мир героев романа, где представители великосветских семей ведут беседы, знакомятся с новыми лицами, создают пары. Через такие вечера Анны Павловны читатель узнаёт характер героев, их отношение друг к другу.

## Образ героини
Автор романа сразу вводит данную героиню и обозначает её место в романе.
```
"...известная Анна Павловна Шерер, фрейлина и приближённая императрицы Марии Феодоровны..."
[
2
]
```

Описывает её автор как хозяйку светского салона сорока лет, которая обладала энтузиазмом и живостью. Улыбка её была дежурной, светской, сдержанной. Она прекрасна владела этикетом и использовала его тонкости, дабы указать место другим героям. Пьеру Безухову она поклонилась при первой встрече так, чтобы подчеркнуть самое низкое его положение.
```
"...Анна Павловна, с свойственною ей придворною и женскою ловкостью и быстротою такта..."
[
2
]
```

Её организаторские способности были весьма высоки: каждый званный вечер она приглашала какого-нибудь особенного гостя (Мортемар, дипломат из Берлина, Борис Друбецкой).
```
"...вечера, как и прежде, и такие, какие она одна имела дар устроивать...всякий раз на своём вечере Анна Павловна подавала своему обществу какое-нибудь новое, интересное лицо..." 
[
4
]
```

Она была тем лицом в романе, который сводил героев вместе, высказывал общественное мнение о герое: «Анна Павловна Шерер, так же как и другие, выказала Пьеру перемену, происшедшую в общественном взгляде на него».
Вела Анна Павловна на своих вечерах беседы на светские и политические темы: «…у Анны Павловны говорили с недоумением об успехах Бонапарта и видели, как в его успехах, так и в потакании ему европейских государей, злостный заговор, имеющий единственной целью неприятность и беспокойство того придворного кружка, которого представительницей была Анна Павловна.»
Таким образом, через героиню Анну Павловну Шерер, Л. Н. Толстой воплощает важный элемент светской жизни того времени — салон, в котором показаны мнения, нравы, этикет высшего общества Российской империи.

## Критика о героине
Современный исследователь Т. В. Липатова подчёркивает организаторские способности Анны Павловны, которая является стратегом «всего собрания, ведёт себя, согласно тогдашней салонной моде, comme il faut, по-светски, безлико и невыразительно, ограничиваясь любезностями, фразами и жестами. Она направляет блестящее развитие хорошо продуманного сценария, в котором сознательно не предусмотрено значимого места для опекаемых ею людей, из определённого лицемерного чувства приглашённых на вечер тоже».
Н. Н. Страхов пишет о том, что салоны Анны Павловны Шерер и Элен Курагиной были «пошлы и ничтожны», они стали противопоставлением простой и истинной жизни Ростовых.
Л. В. Беловинский подчёркивает мелкий и ничтожный характер героини, указывая на скрытую от современного читателя деталь — красного лакея, который должен разнести гостям записочки. Красный лакей — это придворный лакей, которым героиня как лицо приближённое ко двору могла пользоваться. Так она подчёркивает своё положение и высокомерие.